# اضطراب الحركة النظمية
إن اضطراب الحركة النظمية أو RMD هو اضطراب عصبي يتميز بحركات لا إرادية متكررة لمجموعة كبيرة من العضلات إما قبل أو خلال النوم وعادة ما تتضمن الرأس والعنق. وصفها زابرت Zappert في 1905 بـتمرغ الرأس الليلي jactatio capitis nocturna كما وصفها كروشت Cruchet بـالنوم النظمي
 (rhythmie du sommeil). تحدث أغلبية نوبات اضطراب الحركة النظمية خلال النوم عديم الحركات العينية السريعة NREM sleep، رغم ظهور اضطراب الحركات النظمية. عادة ما يرتبط اضطراب الحركات النظمية بحالات نفسية أو تخلف عقلي. غالبا ما يؤدي الاضطراب إلى إصابة جسدية بسبب حركات غير مرغوبة. نظراً للتقلص المتواصل للعضلات، غالبا ما تضطرب أنماط نوم المريض. فهو يختلف عن متلازمة تململ الساقين في أن اضطراب الحركة النظمية يتضمن تقلص عضلات لا إرادي قبل أو أثناء النوم بينما متلازمة تململ الساقين هي الرغبة الشديدة للتحرك قبل النوم. تحدث اضطرابات الحركة النظمية للرجال والنساء على حد سواء، عادة تحدث خلال فترة الطفولة المبكرة مع أعراض تتلاشى مع السن. لدى هؤلاء أيضا إضطربات أخرى تتعلق بالنوم، مثل انقطاع النفس النومي. يمكن تشخيص الاضطراب بشكل متفاوت إلى أجزاء فرعية، يضمن نوم يتعلق بصريف الأسنان، مص الأصابع، رعاش القدم، والمص النظمي، على سبيل المثال.
 لأجل اعتبار اضطراب الحركة النظمية مرضياً، يطالب التصنيف الدولي لإضطرابات النوم (الطبعة 2)ICSD-II بأن يؤثر نوم الحركات النطمية بشكل واضح على النوم الطبيعي، مما يتسبب في ضعف واضح في نشاط النهار أو ينتج عنه إصابات جسدية مؤلمة تحتاج إلى معالجة طبية (أو قد ينشأ عنها إصابة إذا لم تـُتخذ إجراءات وقائية).

## دلائل وأعراض
إن أغلب أعراض اضطراب حركة النظمية سلبية نسبياً، ولا تسبب أي ألم. فإن أغلب المرضى عادة يكونوا غير مدركين لحدوث نوبة أو وقوعها. فقد تسبب الحركات النظمية في إصابات جسدية عن طريق هبوط أو تمزق عضلي (التواء)، لكن هذا لم يـُذكر لدى جميع المرضى. ففي حالات فريدة من نوعها، يتثائب مرضى اضطراب الحركة أو يئن عند نومهم خلال حدوث نوبة. يصف بعض المرضى الحركات المتكررة بالمريحة ونادراً جدا ما يفزع هؤلاء من نومهم بسبب نوبة اضطراب الحركة النظمية. غالباً ما يكون زوج أو أحد أبوي المريض أول من يلاحظ الأعراض. كما أنه في الغالب يكون زوج أو والد المريض هو من يقوده بحثاً عن العناية الطبية.

### أعراض حركية
تختلف أعراض اضطراب الحركة النظمية، لكن يتقاسم أغلب المرضى أنماط شائعة لحركة العضلة الكبيرة. لدى المرضى أعراض ثابتة تتضمن:
- تأرجح الجسم، حيث يتحرك الجسم بأكمله على الأيدي والركبة.
- ارتضام الرأس، حيث تتحرك الرأس إلى الأمام والخلف بقوة.
- تمايل الرأس، حيث يتحرك الرأس بشكل مائل وهو مستلق على ظهره.

حركات للعضل أخرى أقل شيوعاً تتضمن:
- تمايل الجسم، حيث يتحرك الجسم بأكمله بشكل منحرف وهو مستلق على ظهره.
- تمايل الساق، حيث إحدى قدميه أو كلتاهما تتحرك بشكل منحرف.
- تمايل الساق، حيث إحداهما أو كلتاهما تتحرك إلى الأمام والخلف.

•مجموعة من الأعراض سالفة الذكر.
لدى أغلبية المرضى أعراض تشمل الرأس، أكثر الأعراض شيوعا هو الرأس المتمايل. عادة، يصطدم الرأس بالوسادة أو المرتبة قرب منطقة الجبهة الداخلية. هناك سبب بسيط للخوف عند وقوع هذه الحركات كالإصابة الدماغية/الخلل العقلي ناجمة عن هذه الحركات يعد نادر. يلاحظ أن بعض الأطفال الذين يعانون من متلازمة كوستلو (متلازمة هيكلية جلد الوجه) لديهم نوبات نوم الحركات العينية السريعة فريدة تؤثر على اللسان وعضلات الوجه الأخرى، الذي يعد منطقة غير واردة التأثر. في أغلب الأحيان، تستغرق النوبات أقل من 15 دقيقة وتنشأ حركات تتراوح بين 0.5 إلى 2 هرتز. عادة ما تكون حركات العضلات خلال نوم الحركات العينية السريعة يسبب رعشة جلدية في الوجه. يقع في نفس الوقت مع النوم الطبيعي. قد تحدد وضعية الجسم خلال النوم أي من الأعراض الحركية. على سبيل المثال، أثبت أندرسون أن أحد الأفراد أظهر حركات متمايلة للجسم بأكلمه عند النوم من جانبه وقت حركات تمايل الرأس عند نومه وهو مستلقي على ظهره.

### النوم
بسبب حركات غير طبيعية مؤلمة، تتضطرب أنماط نوم المرضى على الأغلب. هذا قد يكون ناتج عن المراضة المشتركة لإضطراب الحركة النظمية. خلال انقطاع النفس النومي، الذي تم ملاحظته لدى بعض المرضى.
البعض يجد أن نومهم غير مريح وأنهم متعبون أو مجهدون جسديا في اليوم التالي، رغم أنهم حظوا بالراحة كاملة في الليل. إلا أن البعض الآخر يجد أن أنماطهم في النوم متقطعة بسبب نوبات اضطراب الحركة النظمية ولا يذكرون كونهم نعسان بصورة مفرطة في اليوم التالي كما هو مسجل لدى ميزان إبورث للنعاس. بهذه الطريقة، فإن آثار وشدة اضطراب الحركة النظمية يختلف من شخص لآخر.

### نشاط الدماغ
يُراقب اضطراب الحركة النظمية باستخدام إجراء قياسي لدراسة النوم، الذي يتضمن تسجيل فيديو، لتخطيط كهربية الدماغ EEG خلال النوم، وتخطيط كهربية العضل EMG، وتخطيط كهربية القلب ECG. هذه الأجهزة سالفة الذكر هي أجهزة رصد للدماغ تستبعد احتمالية الصرع كسبب. تـُستثنى اضطرابات تتعلق بالنوم كانقطاع النفس النومي بفحص جهد الجهاز التنفسي للمرضى، وجريان الهواء، والتشبع الأكسوجيني. لا يظهر أغلب مرضى اضطراب الحركة النظمية أي نشاط غير طبيعي ناتج بشكل مباشر عن تصوير الرنين المغناطيسي ترتبط نوبات مرضى اضطراب الحركة النظمية بشكل قوي بالمرحلة الثانية لعديمة الحركات العينية السريعة، وخصوصا، موجة «ك» المركبة.
كما أنه هناك ارتباط وثيق بين موجات ألفا (في مخطط كهربية الدماغ) التي تحتوي على مزيج من موجات «ك» المركبة والتيقظ (التهيج الجنسي). بغض النظر عن مرحلة عديمة الحركات العينية السريعة حيث يقع اضطراب الحركة النظمية. إن حدوث هذا التتابع لموجات الدماغ يشير إلى اضطراب مرتبط بـ«مستوي غير مستقر للتيقظ». خلال فترة نوم عديم الحركات العينية السريعة.
من الممتع ذكر أن هناك غياب تام لأي إشارات لتخطيط كهربية الدماغ خلال أو عقب أي حركة نظمية شديدة فعقب حدوث النوبة، تعود أنماط تخطيط كهربية الدماغ إلى طبيعتها. أظهر التصوير الوظيفي للرنين المغناطيسي أن الدماغ الموسط والجسور قد يرتبطا بفقد السيطرة الحركية خلال نوبة اضطراب الحركة النظمية، التي تشبه اضطرابات الحركة الأخرى.

## النوبات
تكون نوبات اضطراب الحركة النظمية قصيرة، ما بين 3 و130 ثانية. قد تدوم في حالات نادرة لإضطراب الحركة النظمية المستمر إلى ساعة. في العادة تقع أغلبية نوبات الحركة النظمية قبل أو أثناء النوم. أظهرت بعض الحالات حركات نظمية خلال أنشطة تستدعي اليقظة كالقيادة. فعند حدوثها أثناء النوم، تكون نوبات اضطراب الحركة النظمية متوقعة خلال المرحلة الثانية للنوم عديم الحركات العينية السريعة. 46% تقريبا من نوبات نوم اضطراب الحركة النظمية تحدث فقط خلال النوم عديم الحركات العينية السريعة، و30% خلال نوم عديم الحركات العينية السريعة. ونوم الحركات العينية السريعة، كما أنه 24% فقط مقيد بنوم الحركات العينية السريعة إن أغلب المرضى لا يبدون أي استجابة عند وقوع النوبة كما أنهم لا يتذكرون على الأغلب الحركات التي قاموا بها خلال اليقظة. فبعض المرضى الذين يعانون أيضا من انقطاع النفس النومي، تعقب نوبات انقطاع النفس أعراض شبيهة لإضطراب الحركة النظمية، مشيرة إلى أن نوبات انقطاع النفس قد تثير نوبة اضطراب حركة نظمية. بالمثل، تشير الدراسات الجارية أن المنبهات الخارجية ليست السبب في نوبات اضطراب الحركة النطمية.

## التشخيص
إن تشخيص اضطراب الحركة النظمية مبني على أساس حظر حيث تـُستثنى اضطرابات أخرى وثيقة الصلة تتعلق بالحركة منهجيا. لهذا السبب، لابد من تقيـيم سريري شامل. عادة لا يكون الضعف شديد/حاد بما يكفي ليكفل هذه العملية ولذلك فلا يكون بالعادة تشخيص اضطراب الحركة النظمية إلا إذا كان هناك أعراض مؤثرة أو تعيق بشدة. فالعديد من المرضى لا يحاول العلاج من اضطراب الحركة النظمية بشكل مباشر فأغلبهم يبحث عن مساعدة مهنية تمكنهم من تخفيف أعراض تؤثر على النوم. لدمج القضية، في أغلب الأحيان، يكون تشخيص العديد من المرضى خاطئ كونهم يعانون من متلازمة تململ الساقين أو انقطاع النفس النومي أو مزيج من الاثنان معاً. يختلف اضطراب الحركة النظمية عن متلازمة تململ الساقين حيث أن اضطراب الحركة النظمية يشتمل على انقباضات غير إرادية للعضلات دون أي حاجة/رغبة ملحة. أو إحساس غير مريح يحدث هذه الحركة. أضف إلى ذلك أن 80-90% من مرضى متلازمة تململ الساقين يظهرون حركات للأطراف بشكل متكرر بانتظام تماما كما رصدتها دراسة النوم، التي تعد غير منتشرة بين مرضى اضطراب الحركة النظمية. يمكن أن يكون لدى اضطراب الحركة النظمية أعراض تتزامن مع الصرع. إلا أن استخدام دراسة النوم يمكن أن يساعد في تمييز بين اضطراب وآخر حيث أن اضطراب الحركة النظمية يتضمن حركات خلال نوم الحركات العينية السريعة ونوم عديم الحركات العينية السريعة، الذي يعتبر غير عادي بالنسبة للنوبات. كما يمكن للمرضى عادة التوقف عن أداء الحركات بناء على طلب، على خلاف الحركات المرصودة أثناء الصرع. إلا أن إضطربات الحركة الأخرى، مثل داء باركينسون، الرقص، والرنح (فقد الانتظام) وخلل التوتر يختلف عن اضطراب الحركة النظمية حيث تقع تلك الأمراض أولا في اليقظة والنوم المختزل، بينما تقع نوبات اضطراب الحركة النظمية في أو أثناء النوم.

## الأسباب
لا يزال السبب الرئيس وأساس فيزيولوجيا المرض لإضطراب الحركة النظمية غير معروف ويمكن حدوثه مع الأطفال أو الكبار الذين يتمتعون أو لا يتمتعون بصحة جيدة. فقد تطورت حالات نادرة لبالغين ذوي اضطراب الحركة النظمية بسبب رضح الرأس، والضغط، والتهاب الدماغ الهيربسي (الحلئي). كما أوضحت الحالات الوراثية مشيرة إلى أنه قد يكون هناك بعض الجوانب الوراثية للإضطراب، إلا أن هذا التفسير، حتى الآن، لم يتم تحليله بشكل مباشر. إذ أن نسبة حدوث الوراثة لا تزال منخفضة نسبياً، الظن أن جوانب السلوكية قد تلعب دور في اضطراب الحركة النظمية أكبر من التاريخ الوراثي والجينات. فقد أوضح العديد من المرضى خلو تاريخ العائلة الطبي من أي اضطراب. كما تشير نظرية أخرى أن اضطراب الحركة النظمية هو سلوك واسع وذاتي التنبيه لأجل تخفيف التوتر والاستمتاع بالاسترخاء، مثل التقلصات اللاإرادية في الوجه  كما تشير نظرية بديلة إلى أن الحركات النظمية تساعد على نمو الجهاز الدهليزي في الأطفال، الأمر الذي يمكن أن يفسر بشكل جزئي الانتشار الواسع لإضطراب الحركة النظمية لدي الأطفال. فالأطفال، ناقصوا نمو الجهاز الدهليزي ينتفع من حركات مشابة لإضطراب الحركة النظمية مما ينبه الجهاز الدهليزي.

## التطور
تعد الحركات المتعلقة بالنوم شائعة بين الأطفال، خصوصا الرُضع. مع ذلك، فإن أغلبية تلك الحركات تتوقف بنمو الطفل. ف66% من الأطفال الرُضع 9 شهور يظهر أعراض شبيه لأعراض اضطراب الحركة النظمية مقارنة ب8% فقط ممن عمرهم 4 سنين. يعد الاضطراب وثيق الصلة بالتخلف العقلي أو اضطرابات نفسية أخرى كالداتوية. كما أظهرت الدراسات حتى الآن أن هناك رابط قوي بين اضطراب الحركة النظمية الممتد واضطراب نقص الانتباه مع فرط النشاط.

## المعالجة

### دوائية
عادة ما تكون المعالجة الدوائية غير ضرورية مع الأطفال حيث أن الأعراض عموما تخف تلقائيا مع نمو الطفل. بالرغم من ذلك، حيث أن الاضطراب قد يؤثر على سلوك انتباه، فالعديد من الكبار ممن لا يزال يعاني من اضطراب الحركة النظمية قد يبحث عن العلاج. وصف بينزوديازيبين Benzodiazepine أو أي مضاد للأكتئاب ثلاثي الحلقات كعلاج يعتبر خيار علاجي لضبط الاضطراب. يستجيب اضطراب الحركة النظمية الرضيعي أو المراهق جيداً إلى جرعات قليلة من كلونازيبام clonazepam. ووصف أدوية مثل روبينيرول أو براميبكول كعلاج لمرضى متلازمة تململ الساقين لا يظهر أي تحسن سريري لدة العديد من مرضى اضطراب الحركة النظمية.

### غير دوائية
أظهرت معالجة انقطاع النفس النومي عن طريق جهاز ضغط المجرى الهوائي الإيجابي المستمر تقدم مؤثر في انقطاع النفس وحل تقريبا أعراض اضطراب الحركة النظمية. قد تخفف الأنشطة السلوكية من حدة بعض أعراض وحركات اضطراب الحركة النظمية. ففي مثل هذا العلاج، يـُطلب من المرضى أداء حركات مثل حركات اضطراب الحركة النظمية خلال اليوم بحركة بطيئة ونظامية. بهذا، يأتي المرضى فجأة بالحركات النظمية كاملة التي يشعرون بها أثناء النوم. فقد أظهر مثل هذا التدريب السلوكي استمراره حتى النوم، وأن نشاط/قوة اضطراب الحركة النظمية يقل أو يزول. فقد كان لاستخدام التنويم المغناطيسي واقتطاع النوم أثر طيب لدى بعض الحالات.